# Ripatransone
Ripatransone é uma comuna italiana da região das Marcas, província de Ascoli Piceno, com cerca de 4 350 habitantes. Estende-se por uma área de 74 km², tendo uma densidade populacional de 59 hab/km². Faz fronteira com Acquaviva Picena, Carassai, Cossignano, Cupra Marittima, Grottammare, Massignano, Montefiore dell'Aso, Offida.

## Demografia
| Variação demográfica do município entre 1861 e 2011                               |
|                                                                                   |
| Fonte: Istituto Nazionale di Statistica (ISTAT) - Elaboração gráfica da Wikipedia |